# Гингер, Эберхард
Э́берхард Ги́нгер (нем. Eberhard Gienger; род. 1951, Кюнцельзау) — немецкий политик, член ХДС/ХСС, депутат бундестага с октября 2002 года.

## Биография
Родился 21 июля 1951 года в Кюнцельзау.
Является спортивным функционером и бывшим спортсменом, известным, в частности, как призёр Олимпиады-1976 в спортивной гимнастике. В 2007 году включён в Международный зал славы гимнастики.
Бывший вице-президент Национального олимпийского комитета ФРГ. В бундестаге — член Рабочей группы по вопросам спорта и волонтёрства.
Известен высказываниями по допинговому скандалу в России.